# Skała w Ryczowie
Skała w Ryczowie – skała w miejscowości Ryczów w województwie śląskim, w powiecie zawierciańskim, w gminie Ogrodzieniec. Zaznaczana jest na mapach, jednak nie posiada własnej nazwy. Znajduje się w zabudowanym centrum miejscowości, przy szkole. Obok niej na grzbiecie ciągnącym się w kierunku Sołtysa Góry znajdują się jeszcze dwie dużo mniejsze skałki.
Są to tereny Wyżyny Częstochowskiej z licznymi skałami wapiennymi{. W Ryczowie jest wiele podobnych skał. Należą do tzw. Ryczowskiego Mikroregionu Skałkowego.

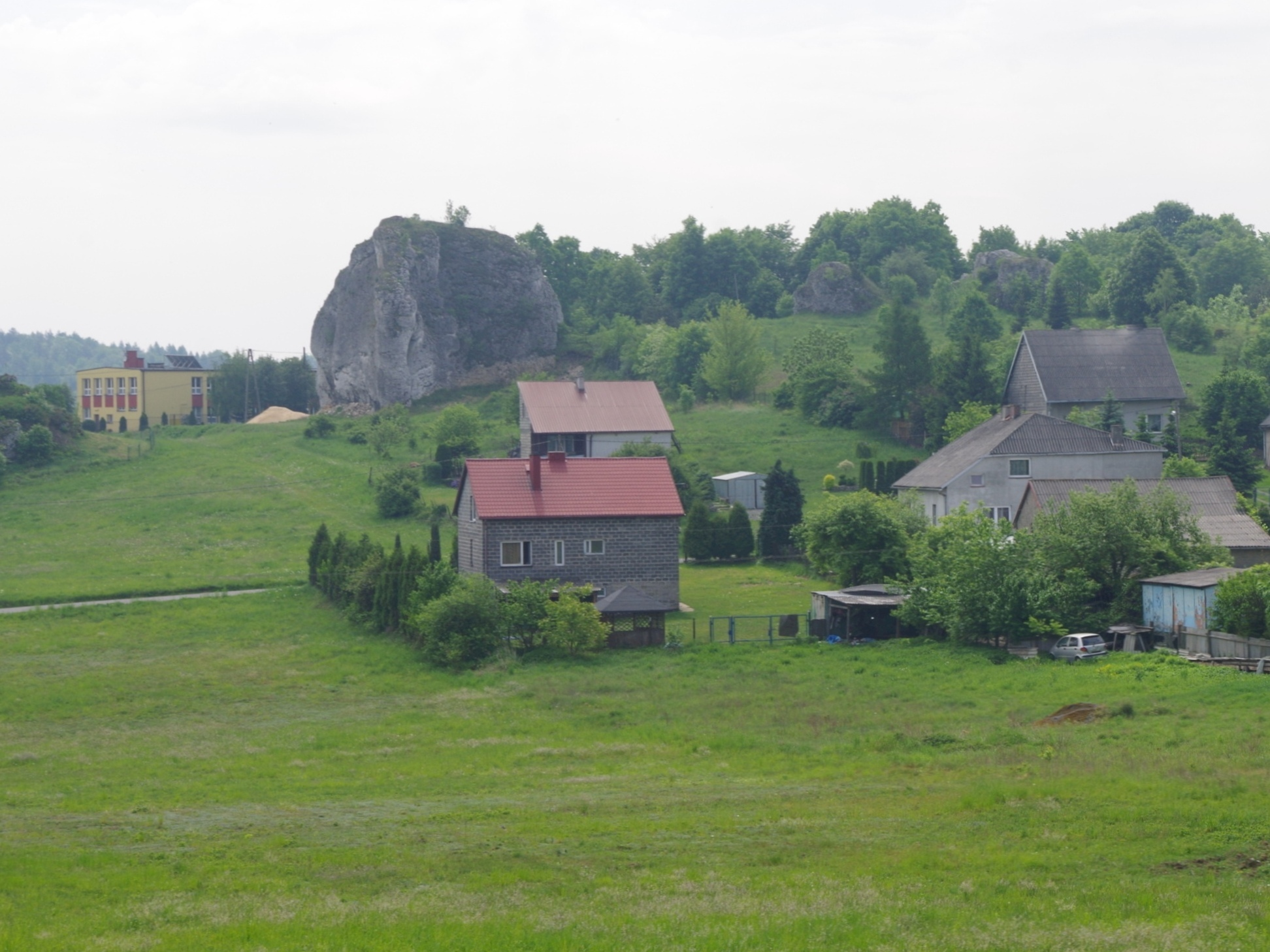
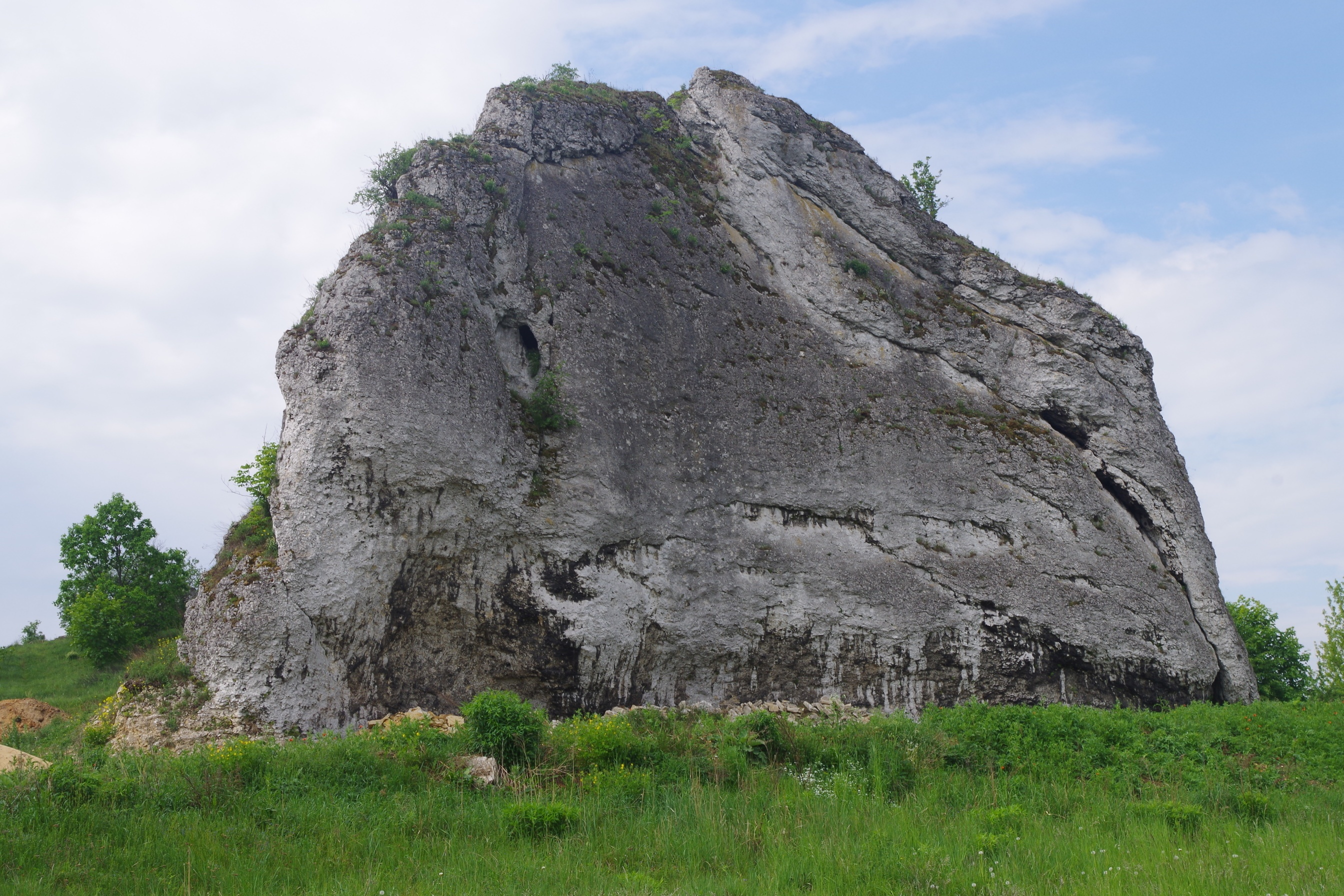
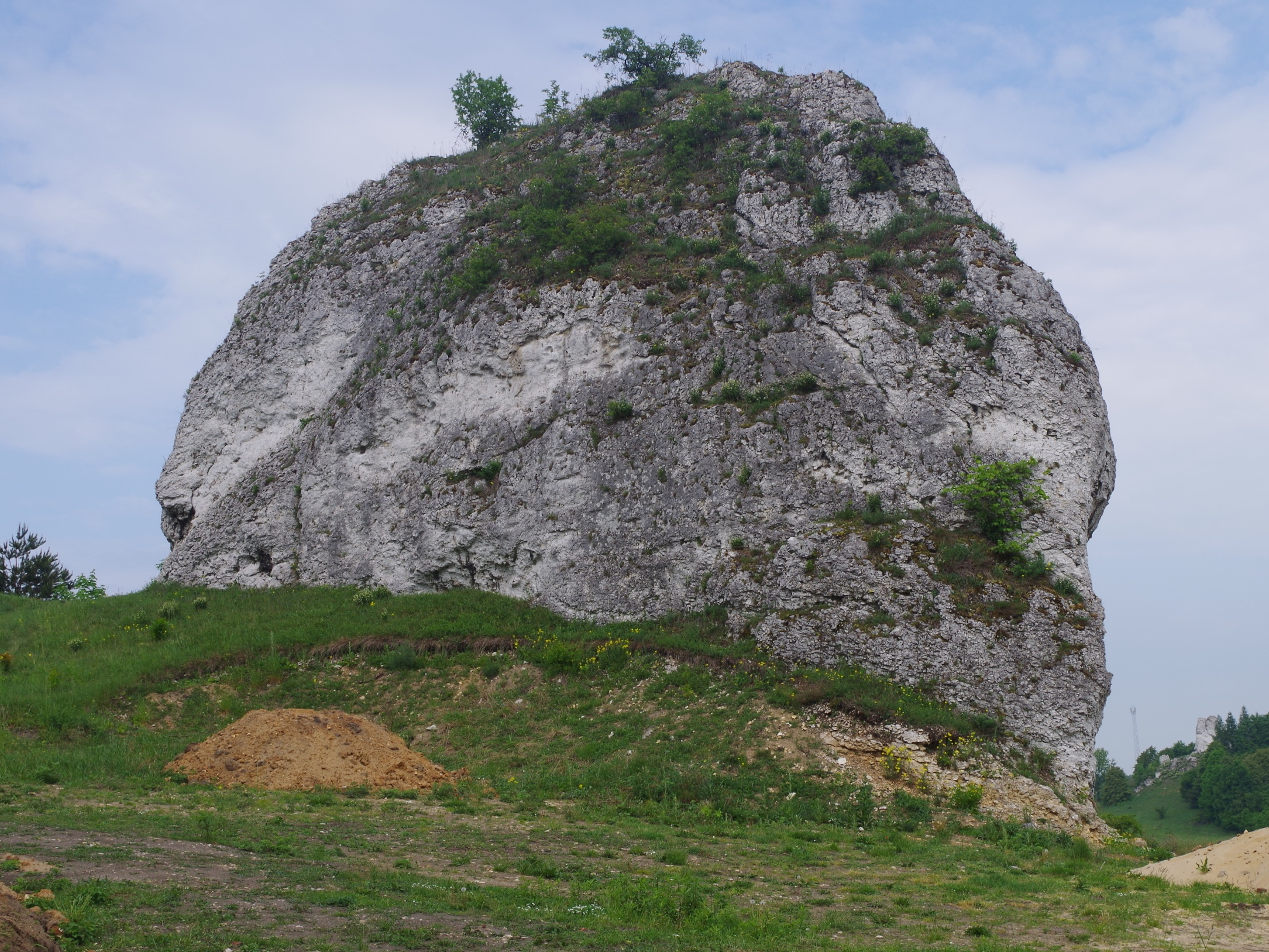
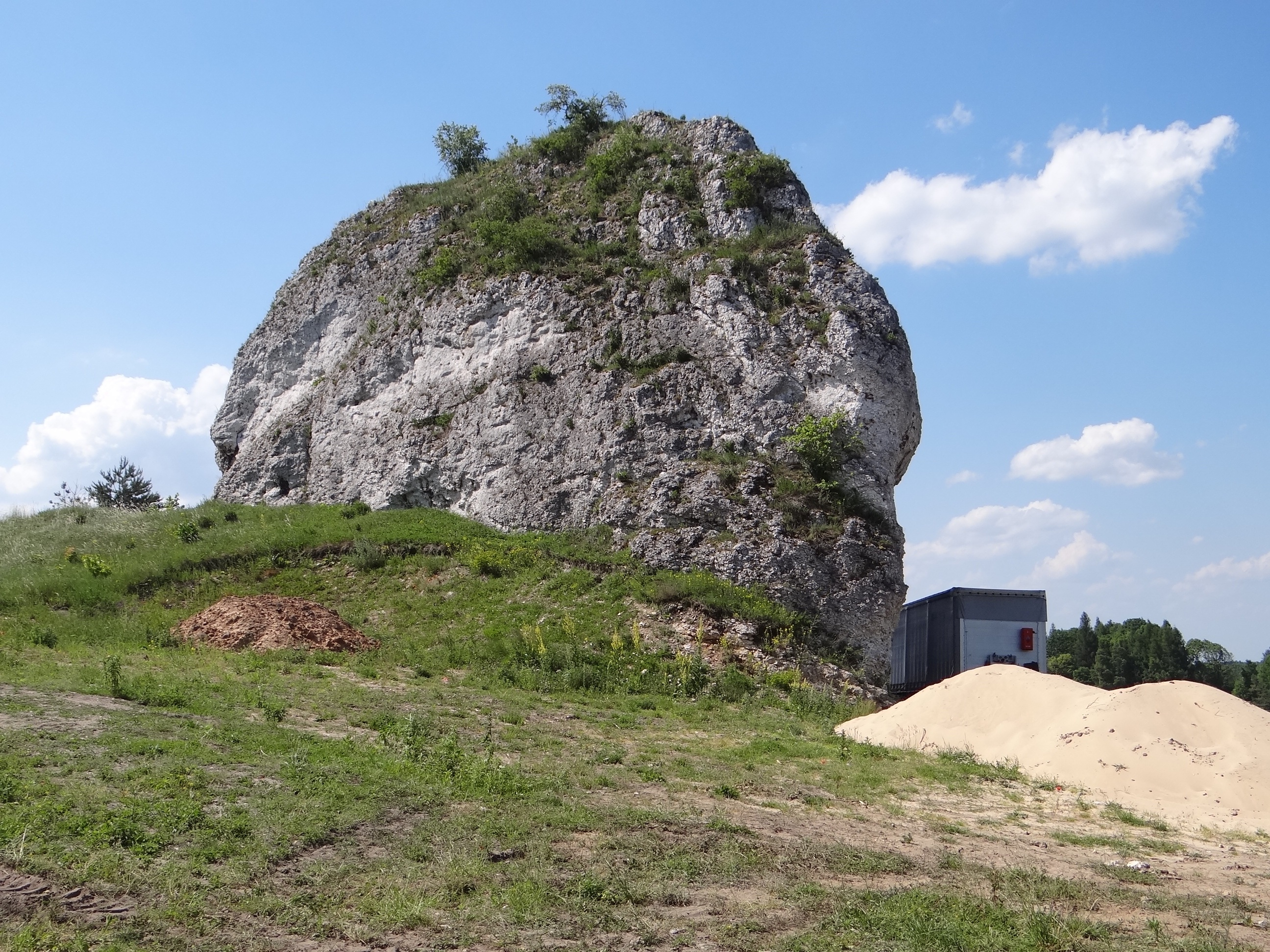